# Feriel Ben Mahmoud
Pour les articles homonymes, voir Ben Mahmoud.
Feriel Ben Mahmoud, née le 6 mars 1976, est une historienne et réalisatrice franco-tunisienne. Elle documente l'histoire du monde arabe contemporain, l'histoire coloniale et le féminisme des pays arabes. 

## Biographie
Diplômée d'une maîtrise d'histoire à la Sorbonne et d'un DEA à l'Institut d'études politiques de Paris, Feriel Ben Mahmoud est spécialiste du monde arabe contemporain et de l'histoire coloniale,.
En 2002, son premier film, Ghadamès, la perle du Sahara, est réalisé aux côtés de Hanane Ben Mahmoud ; ce documentaire de 52 minutes, diffusé sur France 5, et traitant de la ville-oasis libyenne du même nom, marque l'ouverture de sa filmographie et de la série de ses documentaires sur le monde arabe.
En 2003, elle réalise son second documentaire, Foum Tataouine, sur les bataillons d'infanterie légère d'Afrique, qui est repris dans un livre que la documentariste publie en 2005 : Les Bat d'Af : la légende des mauvais garçons.
En 2004, elle suit une formation à la réalisation documentaire aux Ateliers Varan à Paris. Elle réalise alors Ayyem Zamen, les jours lointains, un film portant sur un café social destiné aux retraités maghrébins à Paris ; elle suit ces hommes dans leur voyage de retour au pays natal des années plus tard,.
En 2011, elle réalise Tunisie année zéro, un documentaire focalisé sur la révolution tunisienne de 2011,,.
En 2013, elle réalise Tunisiennes, sur la ligne de front, dans lequel, depuis la révolution de 2011, la réalisatrice Feriel Ben Mahmoud observe les transformations des droits des femmes en Tunisie, un pays faisant autrefois figure d'exception dans le monde arabe,.
En 2015, elle réalise La Révolution des femmes, un siècle de féminisme arabe, un film qui documente l'histoire du féminisme arabe du XIXe siècle à nos jours, à partir d'images d'archives, de la Tunisie à l'Égypte, à l'Algérie, au Maroc, au Liban et à l'Arabie saoudite. Ce film révolutionne la vision occidentale du féminisme arabe, notamment en le datant de plus de 50 ans, et constitue une référence pour les études de genre.
En 2020, elle réalise le documentaire Like a Virgin qui a pour sujet la résurgence du mythe de la virginité dans le monde moderne, un demi-siècle après la révolution sexuelle. Il y est montré une tentative de « reconquête morale » des « religions conservatrices », dans le monde arabe aussi bien qu'en Occident.
En 2021, pour l'exposition Divas, d'Oum Kalthoum à Dalida qui se tient à l'Institut du monde arabe, Feriel Ben Mahmoud réalise un documentaire qui retrace le parcours d'Asmahan, Samia Gamal, Faïrouz et Warda al-Jazairia.

## Filmographie
Feriel Ben Mahmoud a réalisé les films suivants :
- Ghadamès, la perle du Sahara, 52 min, France 5, 2002
- Foum Tataouine, 52 min, France 5, 2003
- Ayyem Zamen, les jours lointains, 24 min, Ateliers Varan, 2004
- Tunisie, histoire de femmes, 52 min, France 5, 2006
- Oum Kalthoum, l'astre de l'Orient, 52 min, France 3, 2008
- Les Enfants de la Lune, 52 et 26 min, France 5, 2009
- Tunisie année zéro, 52 min, Public Sénat, 2011
- Tunisiennes, sur la ligne de front, 52 min, Public Sénat et France Télévisions, 2013
- La Révolution des femmes, un siècle de féminisme arabe, 52 min, France 3, 2015
- Le Jellaz de Tunis, 40 min, Audimage, 2019
- Like a Virgin, 106 min et 53 min, Public Sénat et France Télévisions, 2020
- Divas, d'Oum Kalthoum à Dalida, 52 min, Planète+, 2021

## Publications
- Les Bat'd'Af : la légende des mauvais garçons, Paris, Mengès, 2005, 189 p. (ISBN 978-2856204634)
- Voyage dans l'empire colonial français, Paris, Place des Victoires, 2007, 237 p. (ISBN 978-2844591609)
- Le voyage en Orient : de l'âge d'or à l'avènement du tourisme, 1850-1930, Paris, Place des Victoires, 2008, 237 p. (ISBN 978-2809900002)
- L'Algérie au temps des Français : un siècle d'images, 1850-1950, Paris, Place des Victoires, 2009, 255 p. (ISBN 978-2809900903)
- Tunisie : un siècle d'images, 1857-1956, Paris, Place des Victoires, 2012 (ISBN 978-2809907117)